# Киреевка (Восточно-Казахстанская область)
Киреевка (каз. Киреевка) — упразднённое село в Глубоковском районе Восточно-Казахстанской области Казахстана. Входило в состав Фрунзенского сельского округа. Ликвидировано в 1999 г.